# Rogério Lobato
Pour les articles homonymes, voir Lobato.
Rogério Tiago de Fátima Lobato (né le 25 juillet 1949 à Sasatan Oan de Soibada (de) dans le Timor portugais), est un homme politique timorais membre du FRETILIN,.

## Biographie

### Famille
Rogério Lobato est le fils de Narciso Manuel Lobato de Leorema (de) (Bazartete (en)) et de Felismina Alves Lobato de Macadique (de) (Uato-Lari (de)). Alors que son père meurt le 26 avril 1976, sa mère est tuée sur le mont Maubere (de) à Laclubar (de) en juillet 1979. Le grand-père maternel de Lobato, Domingos da Costa Alves, était un catéchiste à Uato-Lari.
Rogério avait 12 frères et sœurs, Nicolau dos Reis Lobato , António Bosco Lobato , Maria Cesaltina Francisca Alves Lobato , Märzio do Carmo Alves Lobato , Domingos Cassiano Maria da Silva Lobato , Luis Francisco de Assunção Alves Lobato , Silvestre Lobato , Madalena de Canossa Alves Lobato , Elga Maria do Rosário Alves Lobato , José Bernardo Alves Lobato , Silvestre Agostinho Alves Lobato et Elisa Maria Lobato, dont aucun n'est encore en vie. 
Nicolau Lobato a été commandant des FALINTIL à partir de 1976 et est officiellement président de la république démocratique du Timor oriental jusqu'au moment de sa mort face à l'occupant indonésien en 1978. Son frère José est mort lors de la lutte contre l'UDT. Enfin, Domingos est président de l'organisation étudiante UNETIM du FRETILIN et trouve la mort lors du massacre de Wedauberek (de).
La cousine cadette de Lobato, Lúcia Lobato, est ministre de la Justice dans le gouvernement de Xanana Gusmão de 2007 à 2012. Son cousin, Luís Maria Lobato (de) est plusieurs fois vice-ministre de la Santé.

### Période coloniale
Lobato fréquente l'école Colégio Nuno Alvares Pereira de la Mission du Sacré Coeur de Jésus (de) à Soibada (de). Il entre ensuite au Séminaire Notre-Dame-de-Fátima à Dare près de Dili. Il termine finalement au Liceu Dr. Francisco Machado (en).
Vers la fin de la période coloniale, Lobato était professeur à temps partiel, ainsi qu'officier le plus haut gradé et d'origines timoraise dans les troupes coloniales. Lorsque éclate la guerre civile au Timor oriental en 1975 (de), le gouvernement colonial portugais l'envoie comme émissaire à Aileu, où le FRETILIN occupait le camp d'entrainement militaire. Cependant, il change de camp et c'est probablement à ce moment où la plupart des soldats d'origines timoraises rejoignent le FRETILIN.

### Occupation indonésienne
Lobato est brièvement commandant du FALINTIL et ministre de la ministre de la Défense (en) dans l'éphémère gouvernement du FRETILIN après la proclamation d'indépendance de la première république du Timor oriental en 1975. Quelques jours après l'invasion indonésienne, le 7 décembre 1975, il quitte le pays afin d'obtenir un soutien international pour le Timor,. Pendant la période d'occupation, Lobato vit à l'étranger dont à Cuba. Il reçoit une formation militaire en Chine, au Viêt Nam et avec le Front Polisario. En 1978, il est de passage avec les Khmers rouges dans le Kampuchéa démocratique avant de se rendre en Angola. À partir de 1983, il purge un peine de prison de quatre ans en raison d'une affaire de contrebande de diamants,,. En octobre 2000, Lobato  revient au Timor en provenance du Portugal. Pendant son exil, il est membre du comité central du FRETILIN et un opposant à Xanana Gusmão.

### Timor indépendant

#### Politique
Lors de la campagne campagne électorale de 2001, Lobato utilise son prestige de premier commandant des FALINTIL notamment auprès des vétérans ayant luttés pour la libération du pays. Plusieurs combattants n'ont pas digérés que les nouvelles forces de défense du Timor oriental se retrouvent sans emploi. C'est alors que Lobato leur fait des promesses liés à leurs soins. Au printemps 2002, Lobato fonde la Associação dos Antigos Combatentes FALINTIL, une troisième association d'anciens combattants et une marche est organisée vers Dili en mai 2002. Le 20 mai, il devient ministre de l'Administration intérieure et de l'Intérieur en 2003 dans le gouvernement du premier ministre Marí Alkatiri. 
À la suite de son passage au pouvoir, Lobato est critiqué pour avoir lourdement armé les forces policières et la mise en place de deux forces paramilitaires. Cette association était également proche de l'AC75, une ancienne association d'ex-combattants de 1975. Il est également critiqué par le fait que plusieurs policiers avaient servit sous les ordres des Indonésiens. Paulo de Fátima Martins (de), chef de la politique, était lui-même un ancien officier indonésien. En décembre 2002, des émeutes éclatent à Dili après la mort d'un étudiant à la suite de violences policières. Lors de ses manifestations contre Lobato, la maison de Marí Alkatiri est incendiée.

#### Crise timoraise de 2006
Durant la crise timoraise de 2006, Lobato est contraint de démission le 1er juin à l'instar du ministre de la Défense Roque Rodrigues. Le 8 juin, des rumeurs éclatent quant à un armement de civil afin de combattre des opposants politiques au premier ministre Alkatiri. La chaîne télévisuelle australienne ABC, le groupe armé était composé de 30 personnes équipées avec 200 fusils d'assaut, de munitions, de deux véhicules et d'uniformes. Le colonel Railos (de), déclare par la suite avoir reçu l'ordre d'éliminer les soldats qui s'étaient mutinés au début de la crise. Après des combats ayant entraîné la mort de cinq civils à Dili, Railos décide de cesser les combats qui entraîneraient de nombreuses pertes de vie des deux côtés. Placé en résidence surveillée le 21 juin, l'implication de Lobato n'est finalement pas confirmée. Alkatiri est tout de même contraint de démissionner le 26 juin en raison de la pression exercée par l'opinion publique,. Le 7 mars 2007, l'ex-ministre Lobato est condamné à 7 ans et demi de prison, ainsi que Eusébio Salsinha (de), Francisco Xavier Diegas et Marcos Piedade, sous les accusations d'homicide involontaire et transfert illégal d'armes,,.

#### Société civile
Le 8 août 2007, Lobato quitte la prison après avoir obtenu une autorisation à la suite d'un examen médical révélant des problèmes de prostate et au cœur. Cependant, après sa sortie, il se rend à l'aéroport de Dili avec sa famille pour monter à bord d'un Learjet fournis par le gouvernement koweïten. L'avion n'est cependant pas autorisé à décoller. Par la suite, Lobato est autorisé à se rendre en Malaisie, par contre les deux plus jeunes enfants doivent demeurer au Timor afin de garantir le retour de Lobato. Finalement, après avoir été opéré à Kuala Lumpur,, Lobato s'installe à Bali.
Le 20 mai 2008, lors du sixième jour de l'indépendance, le président José Ramos-Horta annonce avoir le souhait de réduire au trois quarts la peine de Lobato. Après l'annonce qui provoque de vives réactions, la ministre de la Justice, Lúcia Lobato, affirme ne pas être en accord avec l'idée et affirme qu'une amnistie ne peut être accordée que par le Parlement. Au même moment, le premier ministre Xanana Gusmão désirait seulement réduire sa peine de trois mois. Finalement, la peine est réduite de moitié en raison de la bonne conduite en détention. Lobato n'aura finalement passé que cinq mois en prison. En octobre 2011, il déclare n'avoir été qu'un bouc émissaire dans toute cette affaire,,.
En vue des élections présidentielles de 2012, Lobato déclare vouloir se porter candidat le 30 novembre 2011. Il ne reçoit finalement que 3,49 % des voix. Il déclare à nouveau se porter candidat aux présidentielles de 2022, mais est éliminé au premier tour avec 0,3 % des voix.
Lors des élections législatives de 2023, Lobato déclare soutenir le Frente Ampla Democrática (de) (FAM).